# Nick Martin
Nick Martin (San Diego, Califórnia - 10 de dezembro de 1982) é um guitarrista estaduniense, conhecido por ser o guitarrista da banda de post-hardcore Sleeping with Sirens. Também fez parte da banda D.R.U.G.S, da banda Underminded, da banda Cinematic Sunrise e do supergrupo Isles & Graciers.

## Carreira
Nick tocou na banda Cinematic Sunrise como guitarrista desde sua criação em 2008 até o fim da banda em 2009. Juntou-se ao Sleeping with Sirens em 2013 e seu álbum de estreia com a banda, Madness, foi lançado em 17 de março de 2015 pela gravadora Epitaph Records.
Por conta uma emergência familiar, o guitarrista não participou de parte da turnê de promoção do álbum Gossip em 2017.

## Vida pessoal
Nasceu em San Diego, Califórnia em 10 de dezembro de 1982, sendo filho único. Sua mãe sobreviveu a um câncer. Casou-se com Jenna Silva em 2016, durante a era Madness da banda.

## Discografia

### Com Underminded[10]
- The Task of the Modern Educator(2003) (EP)
- Hail Unamerican! (2004)
- Eleven:Eleven (2007)

### Com Cinematic Sunrise
- A Coloring Storybook and Long-Playing Record (2008) (EP)

### Com Isles & Graciers
- The Hearts Of Lonely People (2010)[11]

### Com Sleeping with Sirens
- Madness (2015)
- Gossip (2017)
- How It Feels to Be Lost (2019)